# Arco Landscape

El arco Landscape es el más largo de los muchos arcos de roca naturales ubicados en el Parque nacional de los Arcos, Utah, Estados Unidos.

## Descripción
El arco se encuentra entre otros similares en el área denominada Jardín del Diablo, en el norte del parque. Recibió su nombre del explorador Frank Beckwith, quien recorrió el área en el invierno de 1933-1934 al frente de una expedición científica al Monumento Nacional de los Arcos. Se puede acceder al arco por un sendero de grava señalizado de 0,8 mi (1,3 km).
La Natural Arch and Bridge Society (NABS) considera que el arco Landscape es el quinto arco natural más largo del mundo, tan solo por detrás de cuatro arcos existentes en China. Según una medición realizada en 2004, tiene una longitud de 290,1 pies (88,4 m) ± 0,8 pies (0,2 m). La NABS midió el arco Kolob del Parque nacional Zion, un poco más corto, en 287 pies (87,5 m) en 2006.
Los desprendimientos de rocas más recientes registrados se produjeron en la década de 1990, cuando en 1991 se cayó una gran losa, y posteriormente se produjeron otros dos grandes desprendimientos de rocas en 1995. Desde entonces, el sendero que pasa por debajo del arco permanece cerrado.